# Loira
La Loira (in francese Loire /lwaʁ/, in occitano Léger o Leir, in arpitano Lêre), con un corso di 1020 km totali, è il primo fiume di Francia per lunghezza. Il suo bacino è assai esteso (117.000 km²).

## Storia
La Loira, il cui nome sembra derivi dalla presenza in loco in epoca pregallica dei Liguri (il nome del fiume in latino è Liger e gli abitanti della regione tuttora si chiamano ligériens), sin dai tempi antichi importante asse di navigazione e di trasporto merci, è oggi navigabile dalle grosse imbarcazioni solo nei pressi del suo estuario, circa fino a Nantes.
Sembra che originariamente la Loira si gettasse nella Senna, fino a che un evento geologico non ne dirottò il percorso verso l'oceano.

## Percorso

### Le sorgenti
La Loira ha le sue sorgenti a sud-est del Massiccio Centrale, nel Vivarais, ai piedi del monte Gerbier de Jonc, nel comune di  Sainte-Eulalie. La presenza di una falda freatica sotto il monte Gerbier de Jonc dà origine a una molteplicità di sorgenti relativamente vicine e tre fra queste sono considerate sorgenti del fiume:
- La «sorgente geografica», al centro delle tre, si versa in un fontanile all'interno di una stalla dell'antica fattoria de la Loire[2] 44°50′29″N 4°13′07″E, altezza: 1408 m s.l.m.
- La «sorgente autentica», a ovest e a contatto a valle della strada dipartimentale 378, distinta dal monumento eretto nel 1938 dal Touring club de France.44°50′36″N 4°12′57″E, altezza: 1412 m s.l.m.
- La «vera sorgente», a est, corrispondente alla sorgente ufficiale (carta IGN) indicata sotto la fattoria del Sagnas; essa scorre in un ambiente naturale ed esce di terra in un prato sotto una losa che porta l'iscrizione «Ici commence ma course vers l'Océan…». 44°50′17″N 4°13′34″E, altezza: 1404 m s.l.m.

Il fiume al suo inizio non è che una moltitudine di rivoli di acqua che costituiscono altrettanti piccoli ruscelli che si riuniscono rapidamente.

### Galleria fotografica delle sorgenti

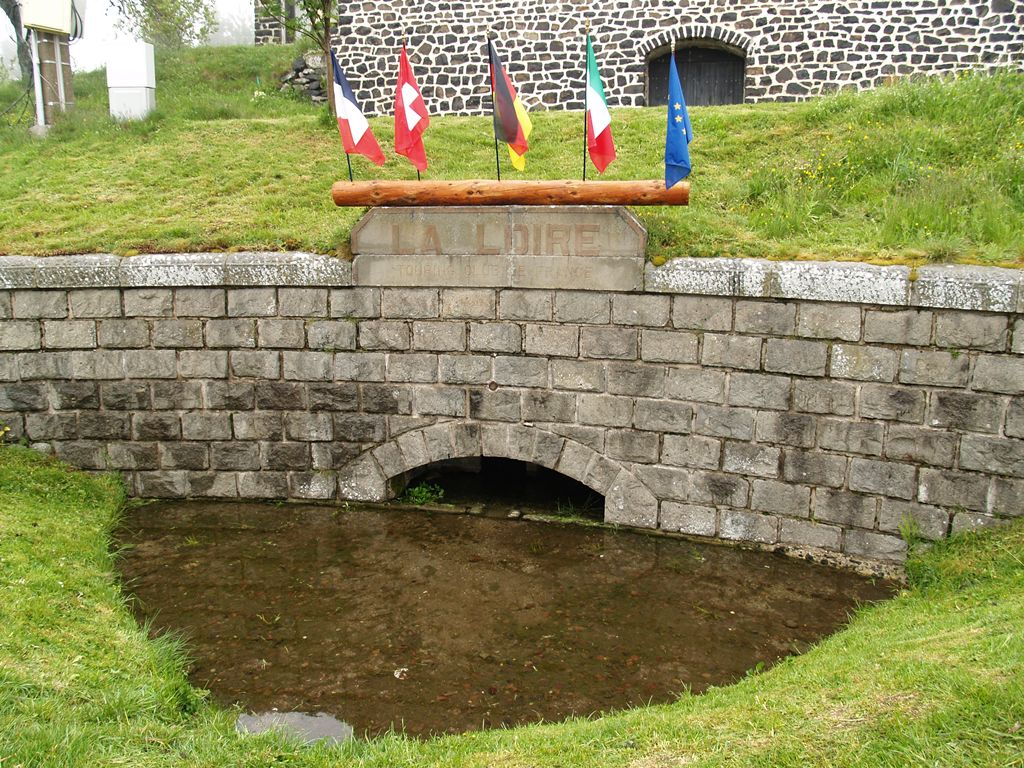
La « sorgente autentica ».
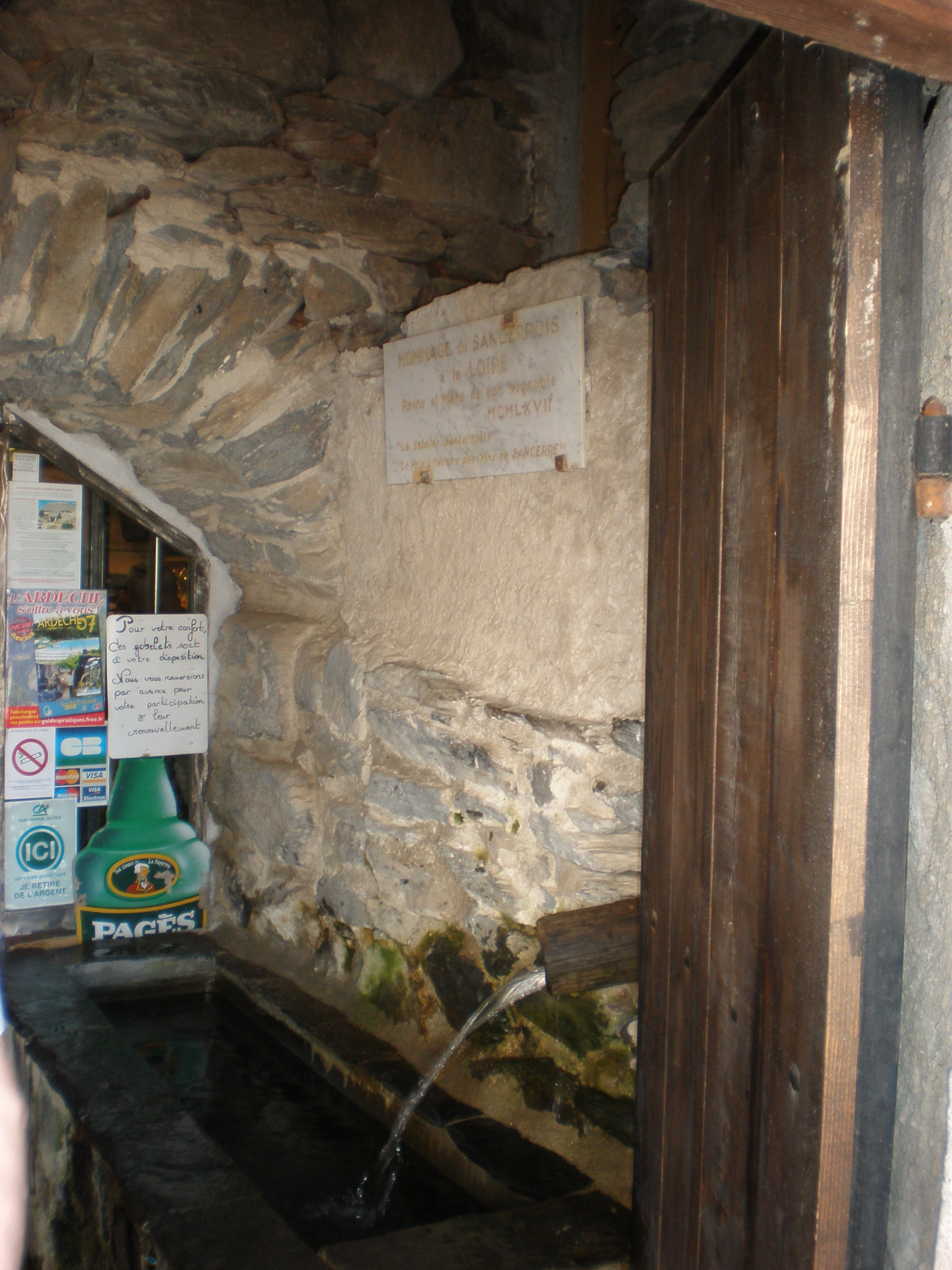
La « sorgente geografica ».
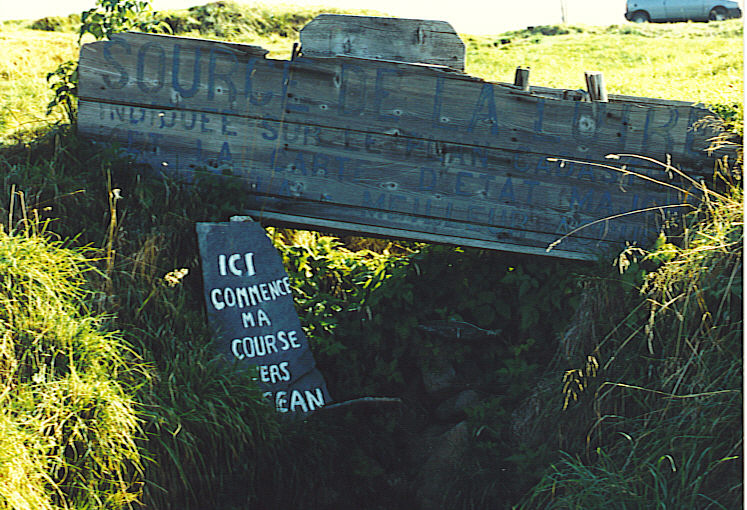
La « vera sorgente ».

### Estuario
La Loira sfocia nell'Oceano Atlantico con un estuario che si trova vicino a Saint-Nazaire, nel dipartimento della Loira Atlantica. 
La Loira è registrata come patrimonio dell'umanità, riconosciuto dall'UNESCO,

### Toponimi
La Loira ha dato il suo nome ai dipartimenti:
- Indre e Loira (37)
- Loira (42)
- Alta Loira (43)
- Loira Atlantica (44)
- Maine e Loira (49)
- Saona e Loira (71)

Inoltre, due regioni francesi (Centro-Valle della Loira e Paesi della Loira) prendono il nome dal fiume.

### Regioni, dipartimenti e città attraversate

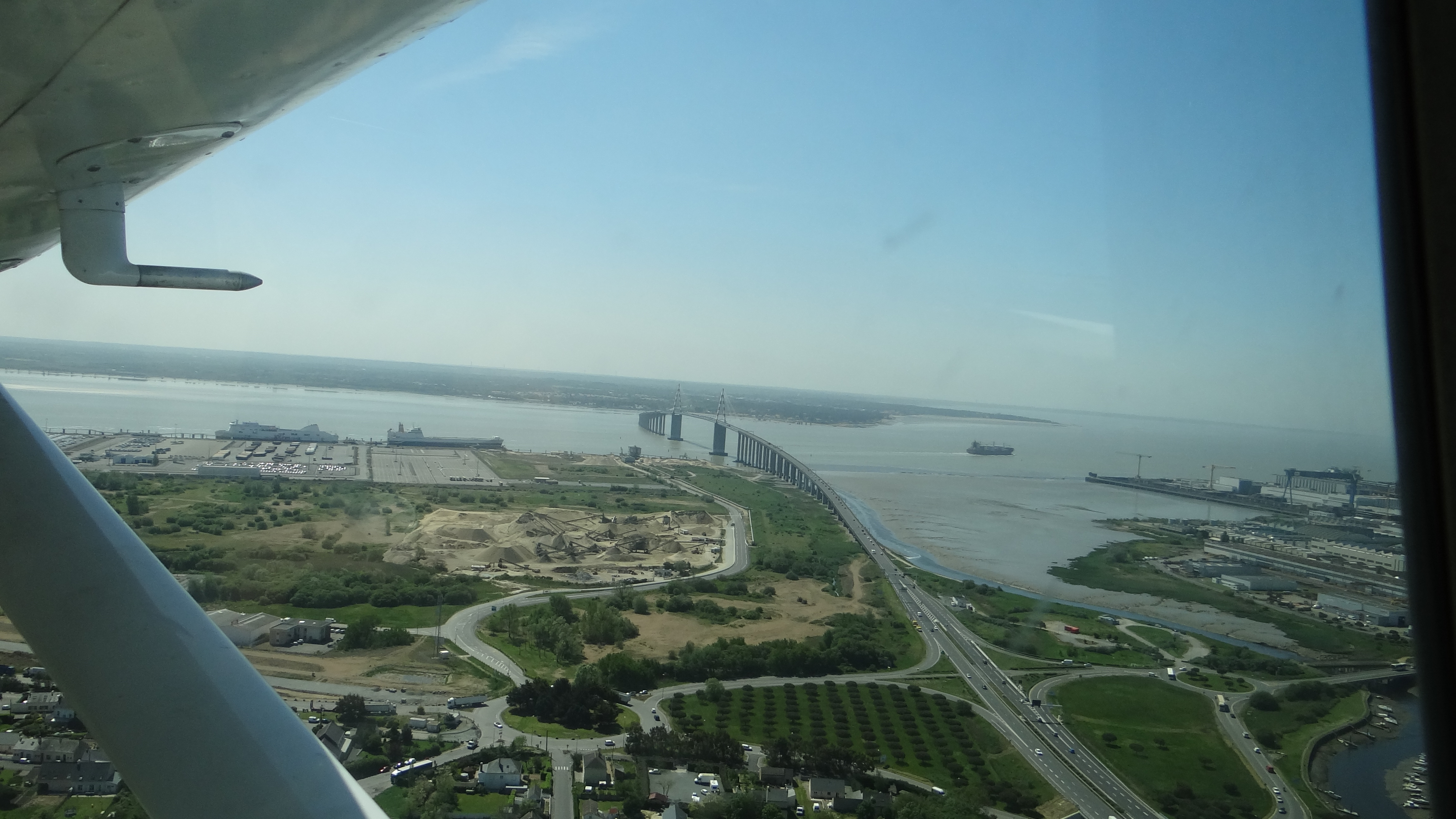
Il ponte Saint-Nazaire sulla Loira

La Loira attraversa le seguenti regioni:
- Alvernia-Rodano-Alpi
- Borgogna-Franca Contea
- Centro-Valle della Loira
- Paesi della Loira

nelle quali attraversa i dipartimenti:
- Allier
- Alta Loira
- Ardèche
- Cher
- Indre e Loira
- Loira

- Loira Atlantica
- Loir-et-Cher
- Loiret
- Maine e Loira
- Nièvre
- Saona e Loira

e le città principali attraversate sono:
- Le Puy-en-Velay
- Saint-Just-Saint-Rambert
- Roanne
- Cosne-Cours-sur-Loire
- Nevers
- Gien
- Orléans
- Blois
- Amboise

- Montlouis-sur-Loire
- Tours
- Saumur
- Les Ponts-de-Cé
- Ancenis-Saint-Géréon
- Thouaré-sur-Loire
- Nantes
- Couëron
- Saint-Nazaire

## Principali affluenti
Dei molteplici affluenti della Loira, il più lungo è il fiume Allier che inizialmente scorre parallelo fin quando non diventa un affluente.
I principali affluenti a partire dalla sorgente sono (D=destra orografica, S=sinistra): 
- Lignon (D)
- Furan (D)
- Reins (D)
- Arroux (D) - 120 km
- Bresbre (S) - 97 km
- Aron (D) - 70 km

- Nièvre (D) - 53 km
- Allier (S) - 410 km
- Loiret (S) - 12 km
- Beuvron (S) - 115 km
- Cisse (D) - 81 km
- Cher (S) - 365 km

- Indre (S) - 276 km
- Vienne (S) - 359 km
- Thouet (S) - 140 km
- Authion (D) - 85 km
- Maine (D) - 10 km
- Layon (S) - 86 km

- Èvre (S) - 89 km
- Erdre (D) - 92 km
- Sèvre nantaise (S) - 125 km
- Chézine (D)
- Acheneau (S) - 25 km
- Brivet (D)

### Galleria fotografica degli affluenti

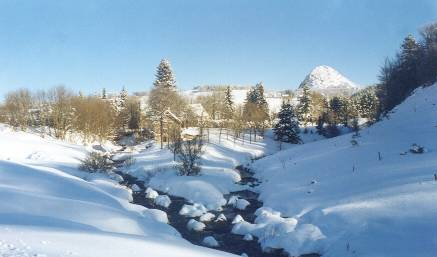
Confluenza della Loira (d.) e dell'Aigue Nègre (s.) sotto la neve ai piedi del monte Gerbier de Jonc.
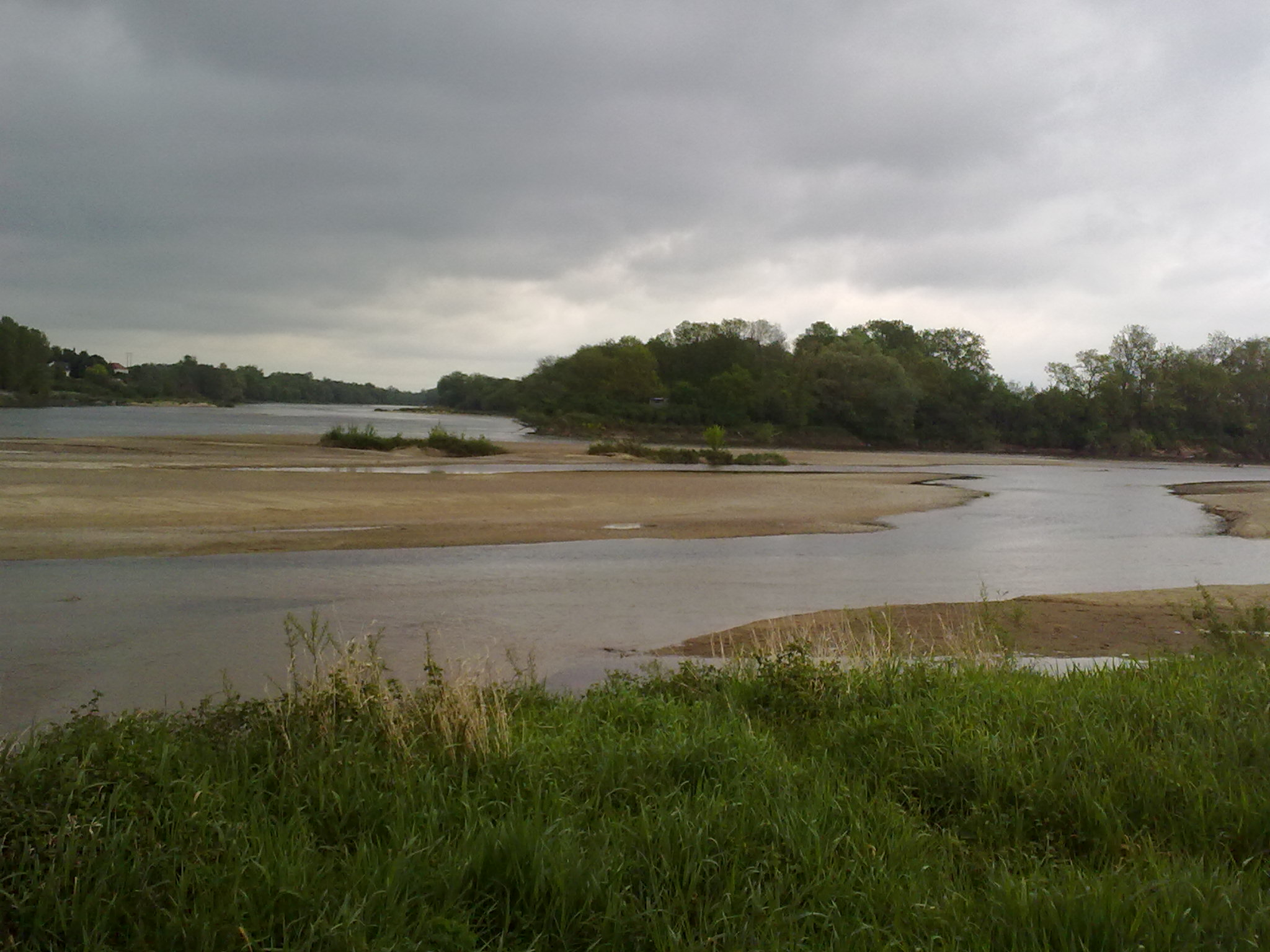
Penisola di confluenza dell'Allier vista da Cuffy (la Loira è a sinistra dell'immagine).
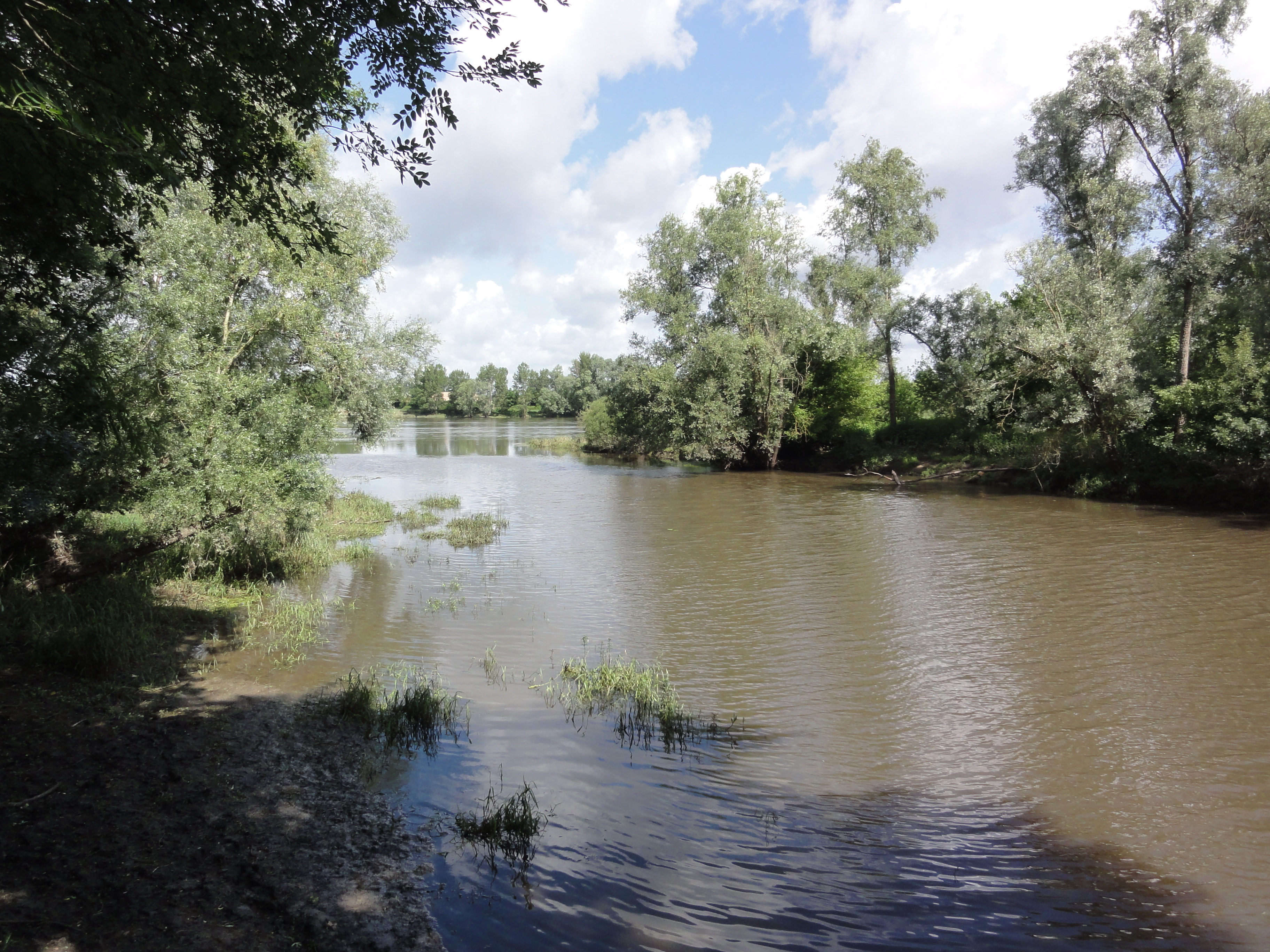
Confluenza del Beuvron (primo piano) e della Loira a Candé-sur-Beuvron.
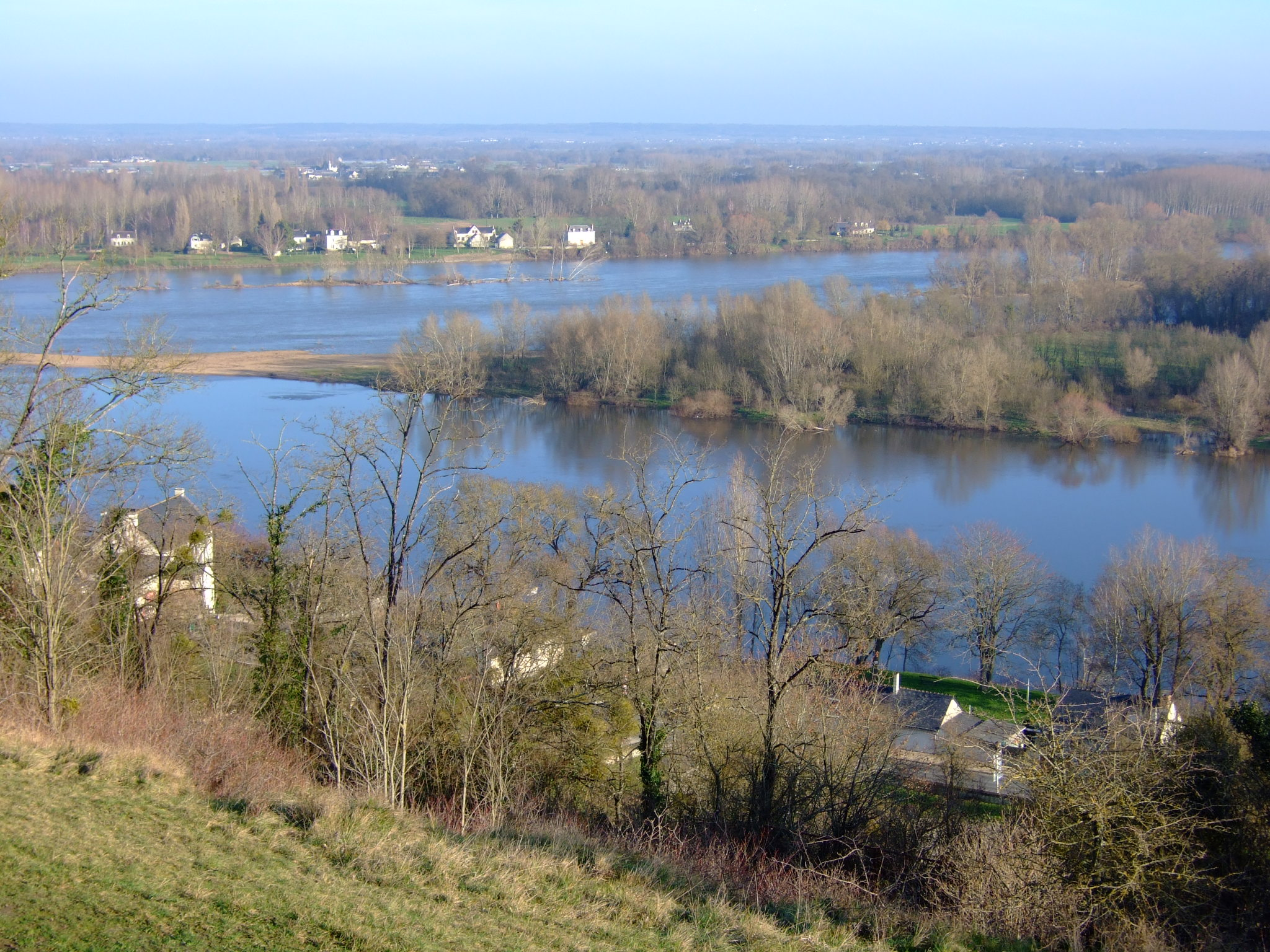
Penisola di confluenza della Vienne (la Loira è sullo sfondo dell'immagine).
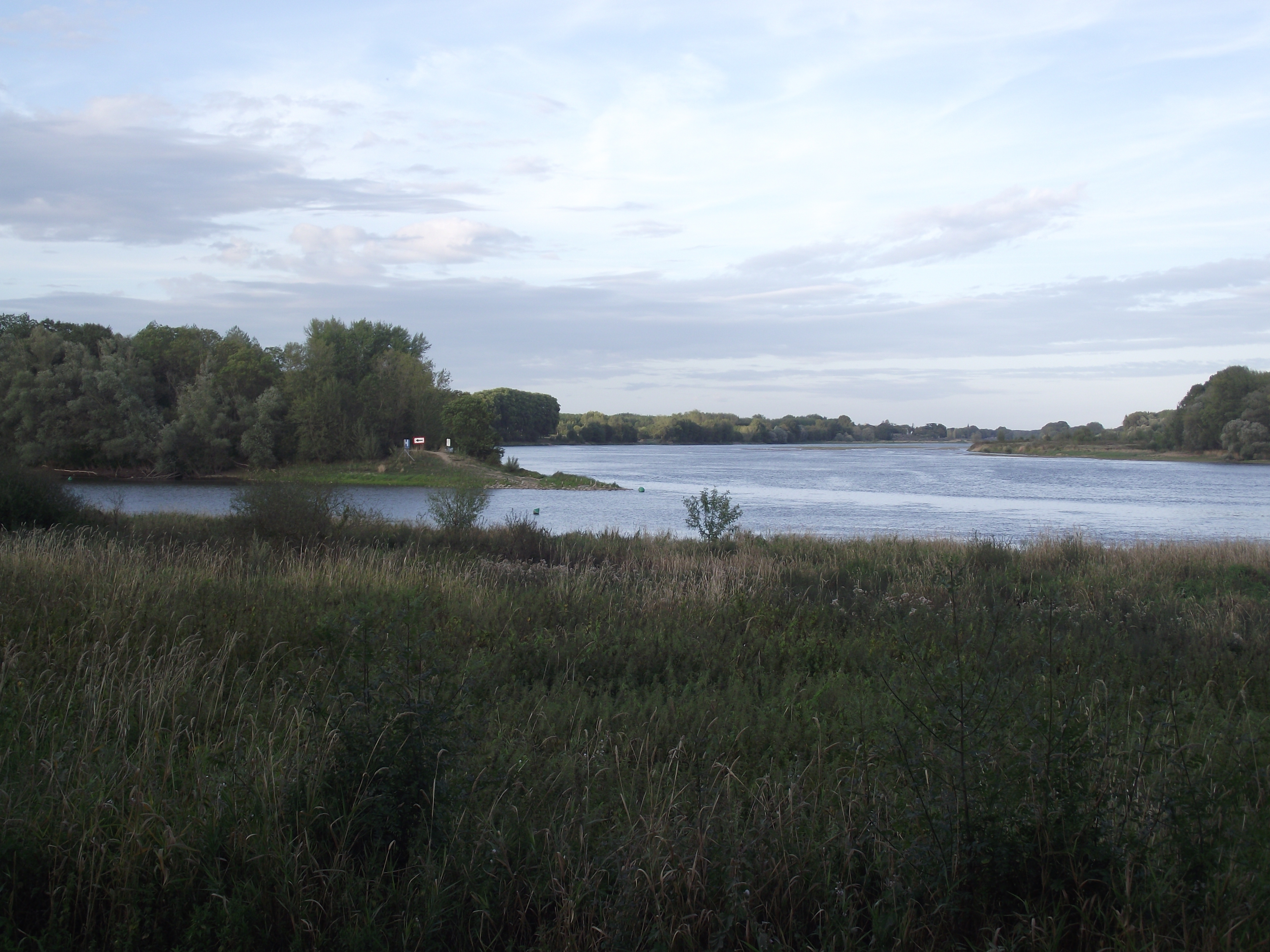
Confluenza della Maine (g.) e della Loira (d.).

## Regime idrologico
La portata media del fiume è assai irregolare: presenta una media di 350 m³/s a Orléans e di 931 m³/s alla foce. Tuttavia può superare in caso di piene straordinarie i 2.000 m³/s in Alta Loira e addirittura gli 8.000 m³/s in Bassa Loira. Per contro in estate la portata del fiume si può ridurre pesantemente tanto che valori modestissimi di 10 m³/s a Orléans non sono da considerare rari. Queste variazioni fanno sì che la maggior parte del fiume non sia navigabile, anche a causa del suo letto larghissimo e ingombro di banchi di sabbia.

## I castelli della Loira
Nella lunga valle della Loira e nelle sue valli trasversali vi sono oltre 300 castelli, nel centro della Francia. I castelli sono stati costruiti a partire dal X secolo, quando i sovrani di Francia, seguiti dalla nobiltà di corte, scelsero la valle per le loro dimore estive.
In virtù della presenza del gran numero di castelli, la valle stessa è stata dichiarata Patrimonio dell'umanità dall'UNESCO.
I principali castelli della Loira sono : Chambord, Chenonceau, Montsoreau, Amboise.

### Galleria fotografica di alcuni castelli

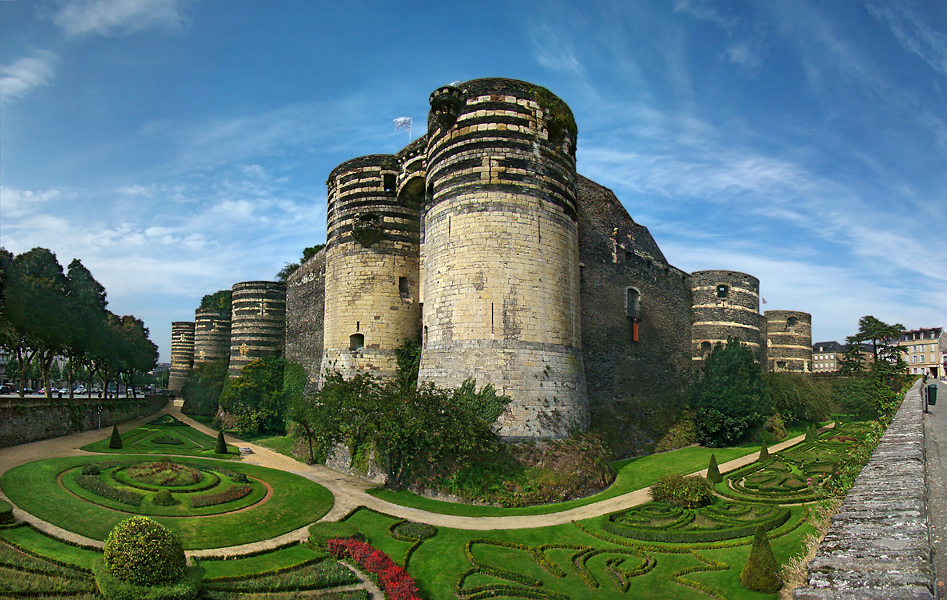
Il Castello di Angers
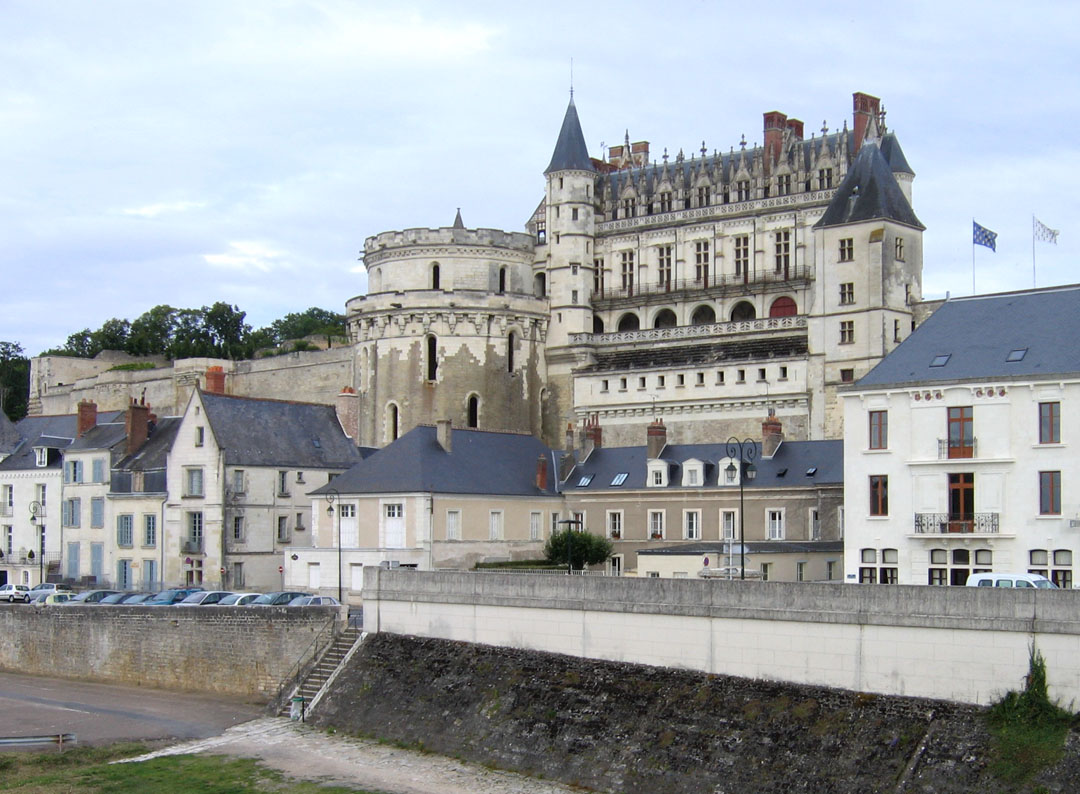
Il Castello di Amboise
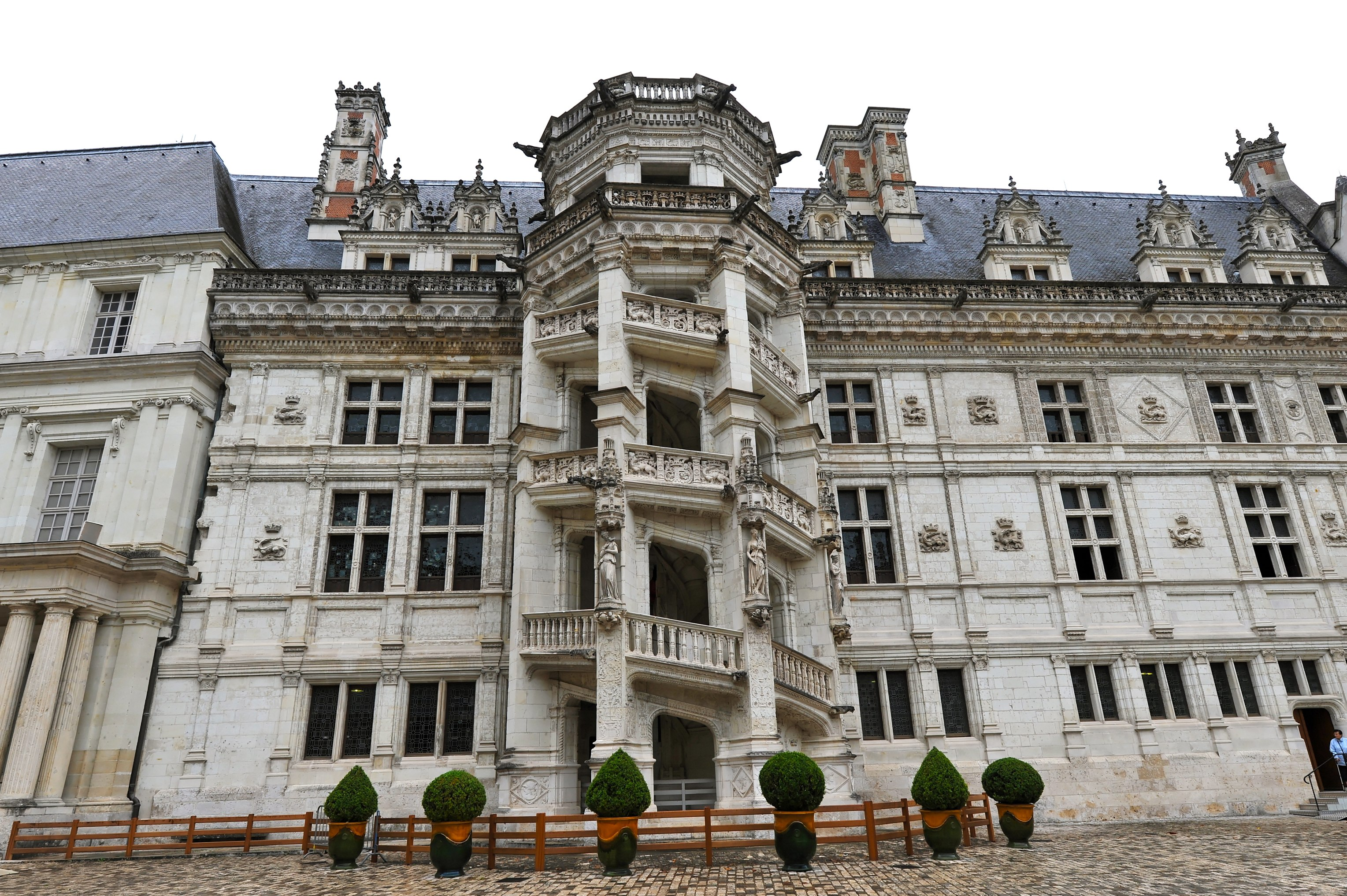
Il Castello di Blois
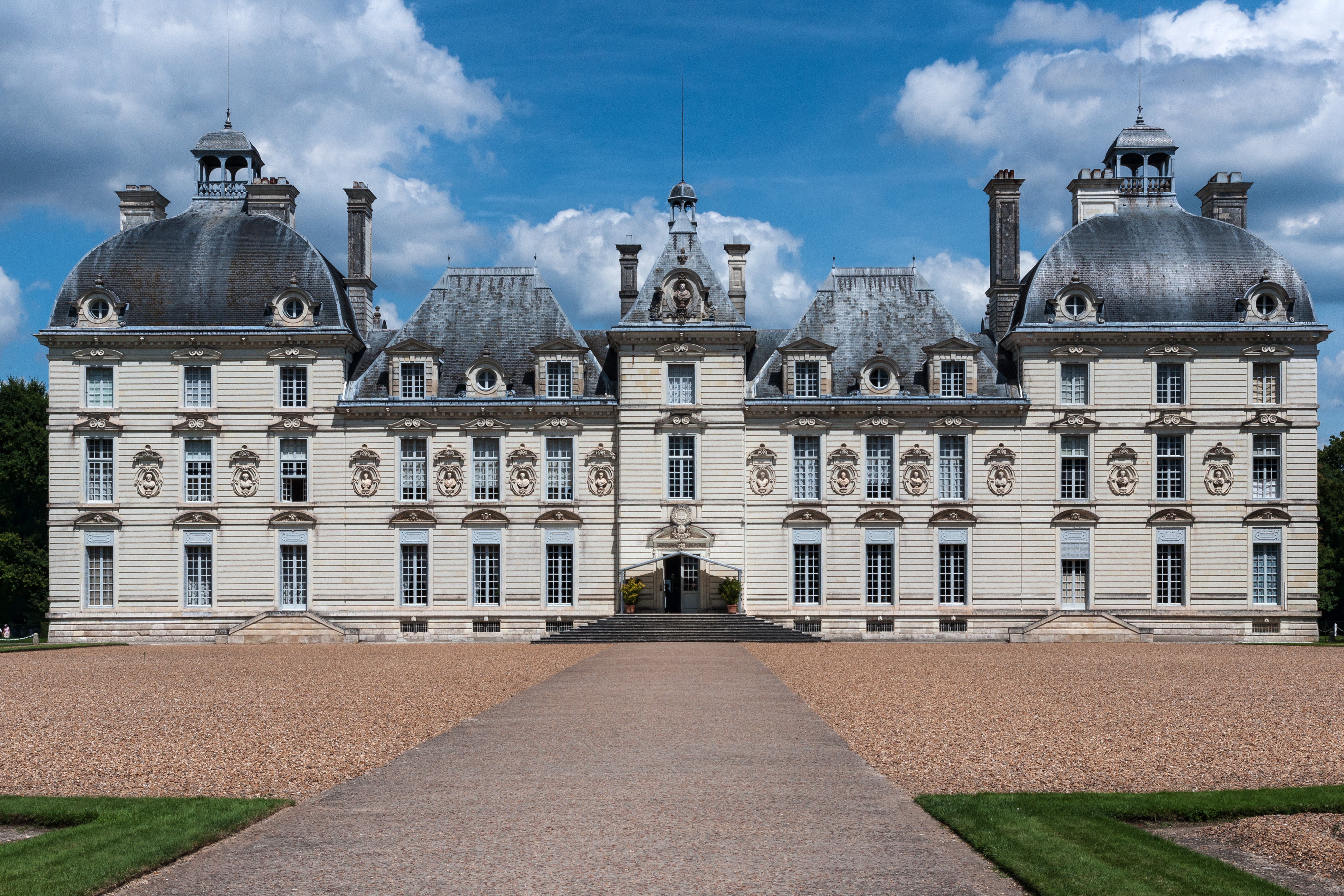
Il Castello di Cheverny
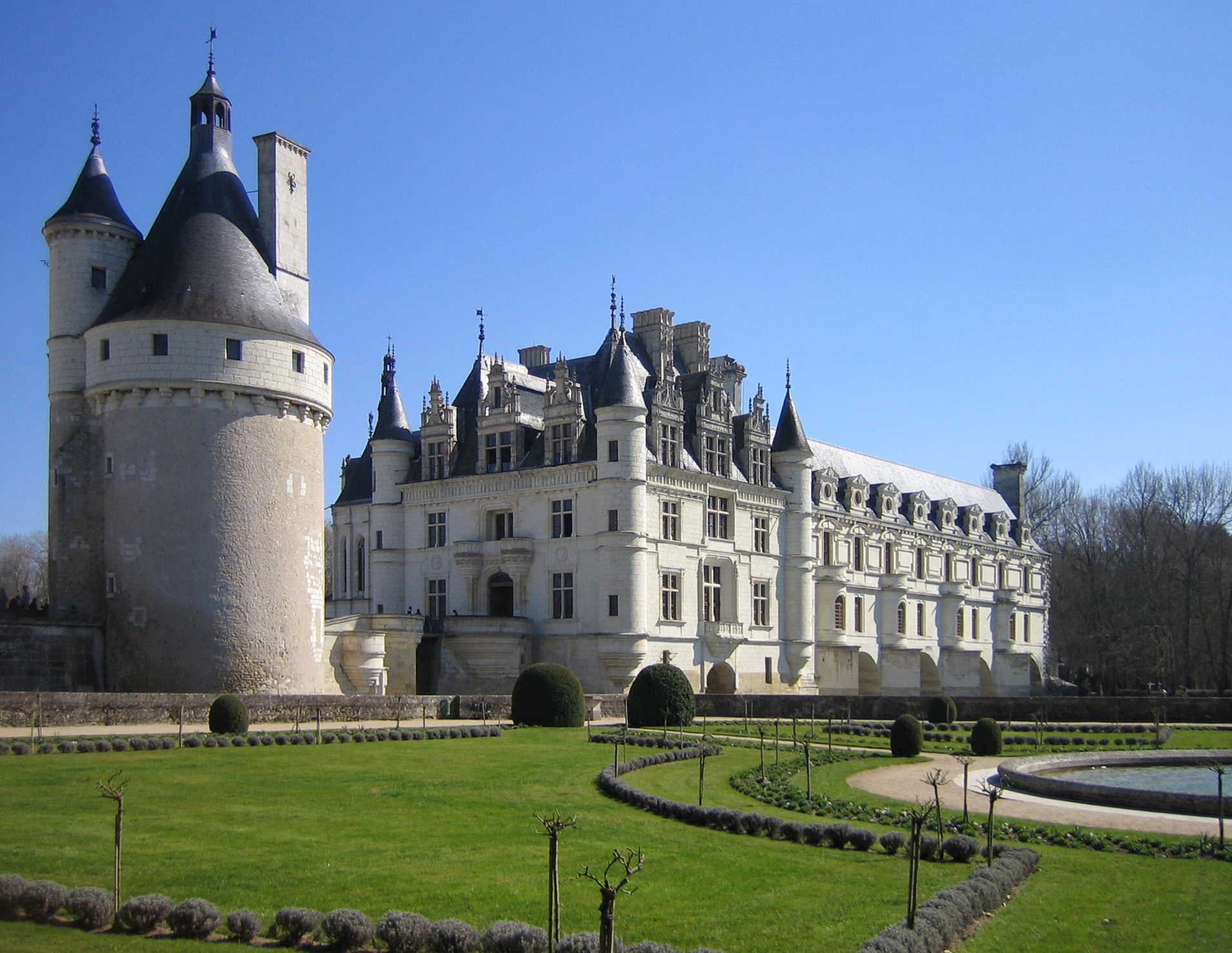
Il Castello di Chenonceau
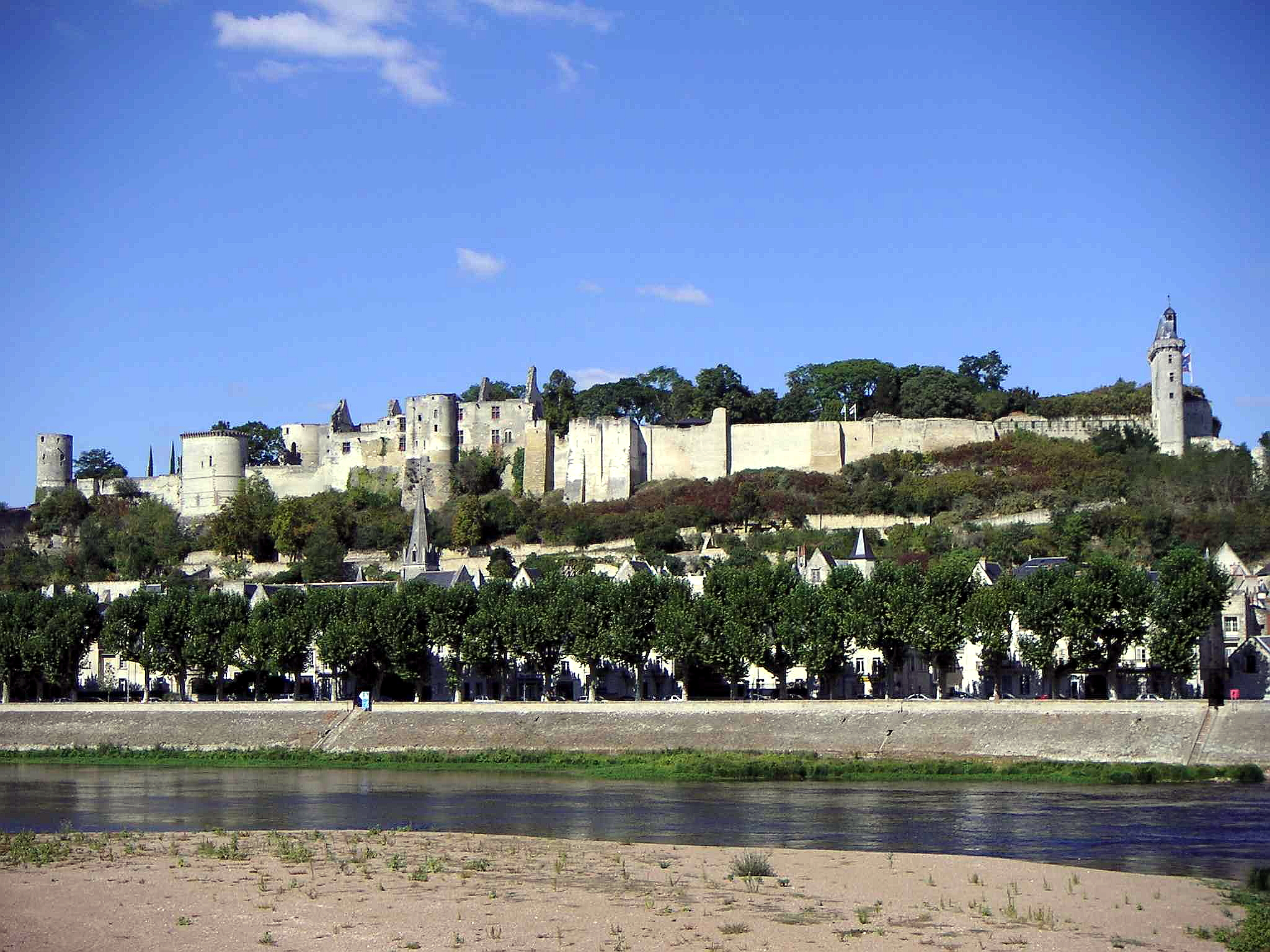
Il Castello di Chinon
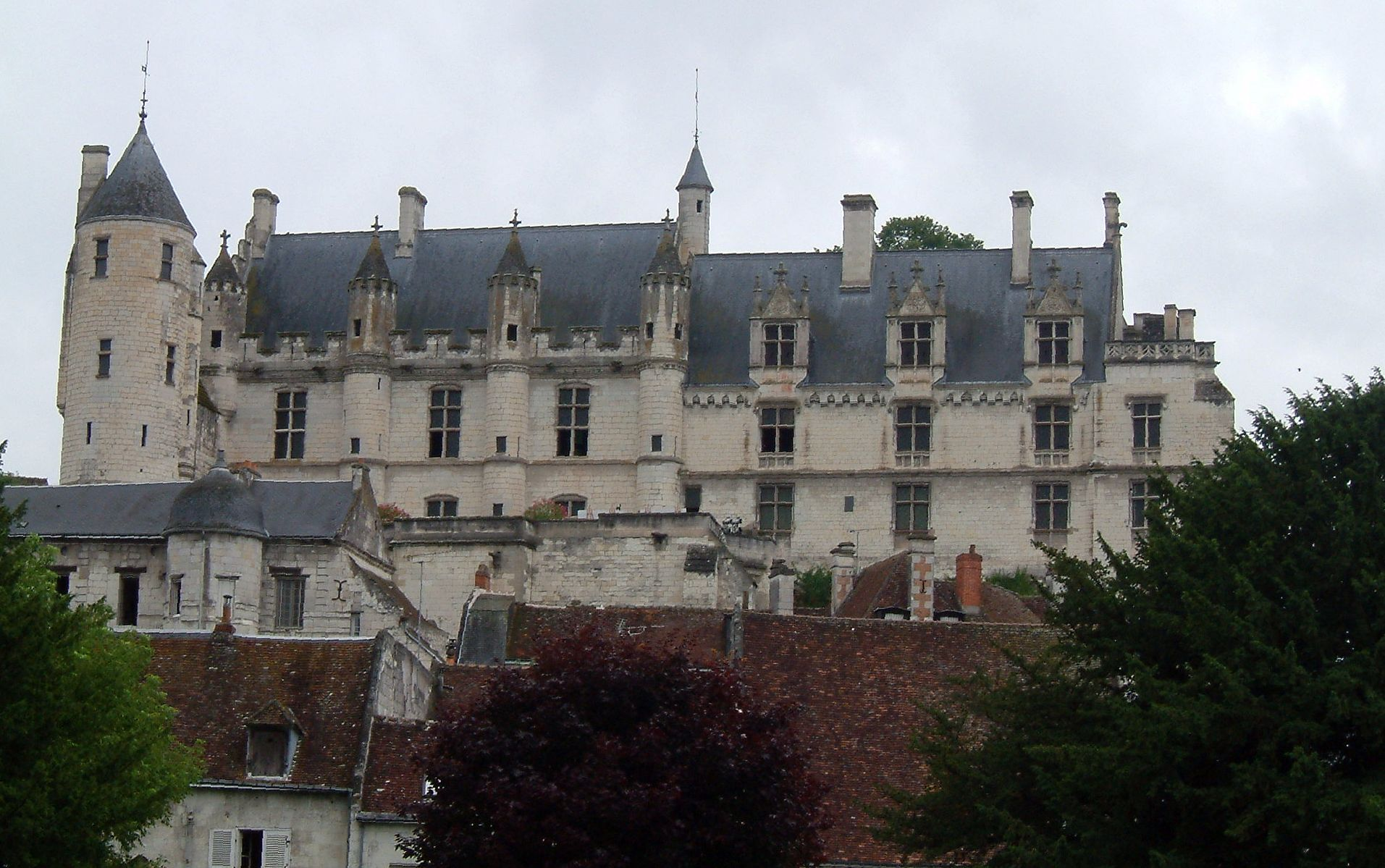
Il Castello di Loches
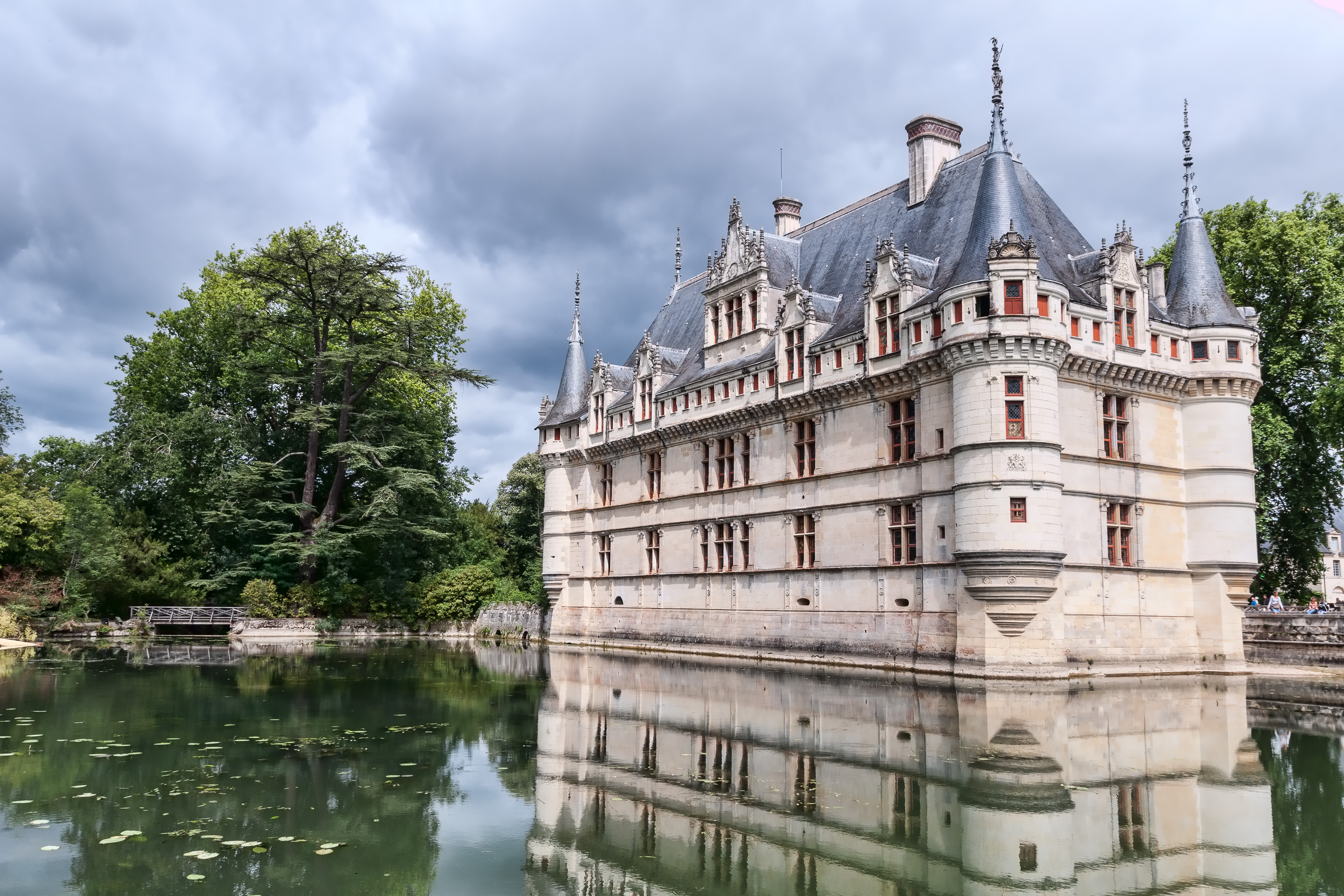
Il Castello di Azay-le-Rideau
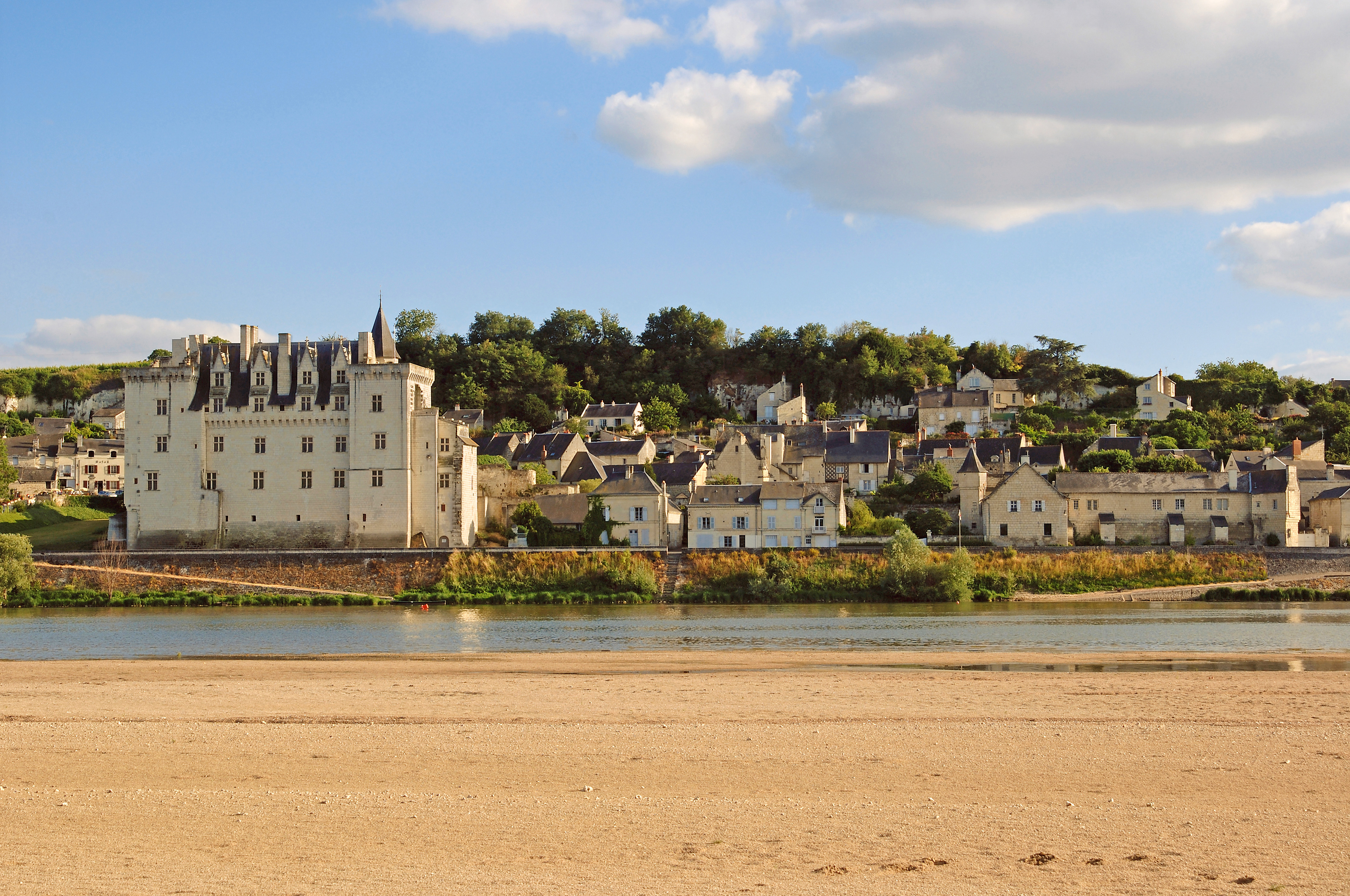
Il Castello di Montsoreau